# Wrong Crowd
Wrong Crowd è il secondo album in studio del cantautore britannico Tom Odell, pubblicato nel 2016.
Dell'album è stata pubblicata anche una versione "piano e voce", intitolata Wrong Crowd (East 1st Street Piano Tapes).

## Tracce
1. Wrong Crowd – 4:27
2. Magnetised – 3:57
3. Concrete – 3:49
4. Constellations – 4:36
5. Sparrow – 4:56
6. Still Getting Used to Being on My Own – 3:03
7. Silhouette – 4:47
8. Jealousy – 3:49
9. Daddy – 3:18
10. Here I Am – 3:29
11. Somehow – 6:52